# Armstrong Siddeley Sapphire
L'Armstrong Siddeley Sapphire era un motore aeronautico turbogetto prodotto negli anni cinquanta dalla britannica Armstrong Siddeley. Era l'ultimo stadio di sviluppo del progetto iniziato nel 1940 con il Metrovick F.2, che prevedeva una configurazione (per l'epoca) all'avanguardia con compressore assiale ed una camera di combustione di tipo anulare in grado di sviluppare una spinta di 49 kN (11000 lbf).
Fu installato sulle prime versioni di Hawker Hunter e Handley Page Victor, e su tutti i Gloster Javelin. Una parte della produzione venne concessa su licenza negli Stati Uniti alla Curtiss-Wright come J65.

## Storia
La Metropolitan-Vickers (Metrovick) fu la prima azienda (al di fuori della Germania) ad applicarsi nella ricerca di turbine a gas a flusso assiale per impiego aeronautico. Nel 1937, in collaborazione con la Royal Aircraft Establishment, iniziò lo studio dei compressori a flusso assiale.
Nel 1940, il primo compressore di questo tipo (battezzato Freda) venne utilizzato per assemblare il primo motore, il Metropolitan-Vickers F.1. Provato al banco nel 1941, volò la prima volta il 29 giugno del 1943 montato nel vano bombe di un Avro Lancaster opportunamente modificato.
L'evoluzione successiva, l'F.2/1, dotata di una spinta di circa 8 kN (1800 lbf), volò sul Meteor DG204/G il 13 novembre del 1943. Una successiva versione dell'F.2 (F.2/4) darà vita al progetto poi chiamato Beryl (in italiano berillo), in ossequio alla tradizione della Metrovick di battezzare i motori con nomi di pietre preziose. Questo motore avrebbe dovuto essere installato sul Saunders-Roe SR.A/1, ma il progetto del velivolo fu cancellato così come lo sviluppo ulteriore del Beryl.
Dal 1945 gli ingegneri della Metrovick decisero di sviluppare una versione ad alta spinta, l'F.9. Nel 1946 il progetto guadagnò il finanziamento governativo e una commessa per la fornitura di alcuni prototipi. Allo stesso tempo venne rinominato Sapphire (zaffiro) o MVSa.1 secondo la nomenclatura del Ministry of Supply.
Nel 1947, però, la Metrovick venne forzata ad uscire dal settore dei motori a reazione ed i suoi progetti furono presi in carico dalla Armstrong Siddeley che aveva già al suo interno una divisione (Armstrong Siddeley eXperimental, ASX) dedicata allo studio di turbine per motori turboelica.

### Sviluppo
I lavori sull'F.9, nel frattempo rinominato ASSa.1, continuarono per l'installazione sul prototipo (Type 667) del bombardiere Vickers Valiant.
La ASSa.5 invece fu installata su un prototipo dell'English Electric Lightning, l'EE P.1.A. Questa versione dotata di postbruciatore (ASSa.5R da 41 kN di spinta) era però afflitta da problemi di affidabilità e, nelle versioni successive del Lightning, venne preferito l'Avon.
Lo sviluppo proseguì con incrementi nella spinta ottenuta nelle prove al banco. La versione ASSa.6, installata sul Javelin FAW Mk.1, l'Hawker Hunter F.Mk.2 e F.Mk.5, ed il prototipo Sud Ouest SO 4050 Vautour, era in grado di sviluppare circa 37 kN.
La versione ASSa.7 con i suoi 49 kN, fu il primo motore britannico a superare le 10.000 libbre di spinta. Fu installato sul Javelin FAW Mk.7, l'Handley Page Victor B.Mk.1 ed il prototipo di aereo da caccia svizzero FFA P-16. Per i Javelin FAW Mk.8 e 9 fu anche sviluppata una versione dotata di postbruciatore con una spinta massima di 60 kN (13390 lbf)

### Tecnica

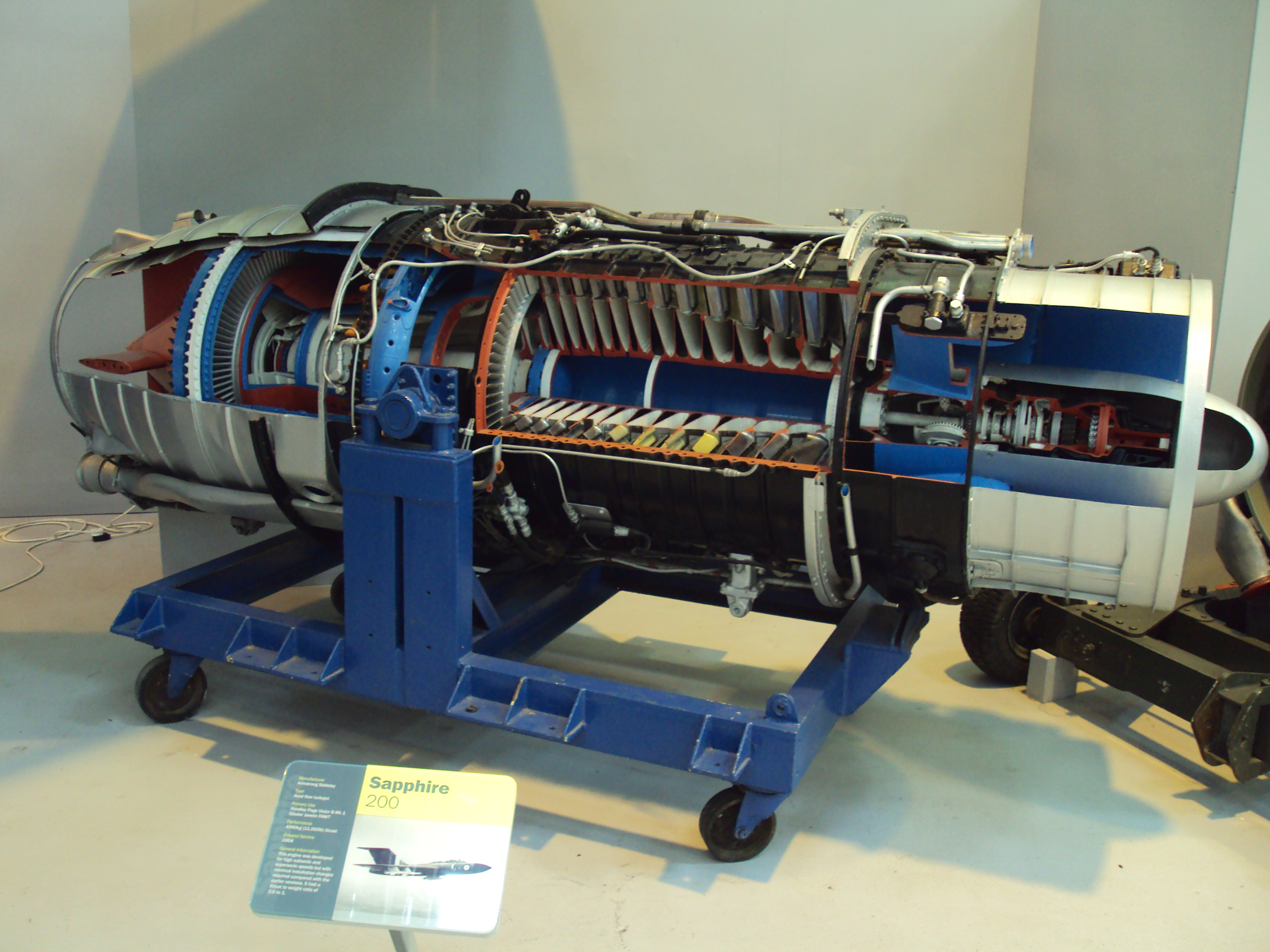
Spaccato di Sapphire (ASSa.7) in esposizione al museo della RAF di Cosford

La configurazione comune a tutte le versioni di Sapphire prevedeva un compressore assiale a 13 stadi collegato da un albero a due stadi di turbina. La camera di combustione era di tipo anulare con 36 ugelli che immettevano carburante a pressione relativamente bassa nel condotto in Nimonic immediatamente a valle di ciascun iniettore. Questi condotti, riscaldati dal flusso d'aria primario, vaporizzavano il combustibile creando una zona in cui la miscela molto ricca poteva iniziare la combustione che continuava poi nella sezione anulare comune (a titolo quasi stechiometrico) in cui era mescolata al flusso secondario.
Aria prelevata dall'ottavo stadio del compressore era utilizzata (facendola passare all'interno dell'albero motore) per assicurare la tenuta della guarnizione olio del cuscinetto anteriore. Dal quinto stadio del compressore veniva prelevata l'aria che, attraverso condotti esterni ed interni, raggiungeva il cuscinetto posteriore e quello centrale. Dal tredicesimo stadio, l'aria prelevata era utilizzata per raffreddare la zona tra il primo e secondo disco della turbina, mentre una parte del flusso di diluizione della camera di combustione era utilizzata per raffreddare le pareti della camera stessa e fornire una "guarnizione aerodinamica" al primo stadio della turbina.
Con la prima evoluzione (ASSa.2) furono introdotti minimi cambiamenti al cono di scarico e alle camere di combustione. Nella versione successiva (ASSa.3) i dischi del compressore, che prima erano saldati insieme a formare un unico "tamburo", erano formati da due metà sottili su cui erano rivettate le palette. Questa nuova configurazione dava un vantaggio in termini di peso, ma anche nuovi problemi di fatica con cricche che si originavano dai fori dei rivetti. Il problema venne in parte ovviato sostituendo le palette in lega leggera con altre in acciaio e poi definitivamente risolto inspessendo l'attacco e la radice della paletta. L'incremento di spinta della versione ASSa.6 (marzo 1952), fu ottenuto principalmente aumentando la velocità di rotazione del motore (e quindi la portata d'aria).
L'ultima versione della serie 100 (ASSa.12, febbraio 1955) aveva le palette della turbina costruite con un diverso procedimento di forgiatura ed erano in grado di lavorare a temperature più alte.
Parallelamente allo sviluppo della versione Sa.6, fu decisa una profonda evoluzione della Sa.3 che prese internamente il nome ASSa.4 (seguita dalla ASSa.7 ed altre due versioni di cui si hanno scarse notizie, Sa.8 e Sa.9). A sottolineare il differente ramo evolutivo, questa famiglia di versioni a spinta maggiorata (a cui apparteneva anche la ASSa.5) vennero definite come serie 200. Queste versioni furono sviluppate per ottenere un motore in grado di funzionare a velocità di volo supersoniche, indipendentemente dalla quota.
Le principali modifiche riguardarono una revisione completa del compressore nelle dimensioni e nei materiali che, unita ad un sistema di controllo del motore più evoluto, portò ad un incremento di spinta con migliori caratteristiche di accelerazione. Le palette ed il carter del compressore erano costruiti in acciaio, in modo da sopportare meglio le temperature più elevate di funzionamento. Vennero adottati cuscinetti raffreddati ad olio al posto dei precedenti raffreddati ad aria. Fu introdotta la possibilità di installare un semplice postbruciatore (nelle versioni ASSa.5R e ASSa.7LR) con un ugello a geometria variabile (due posizioni) composto di 27 elementi mossi da 12 attuatori pneumatici in grado di incrementare la spinta del 12%.

## Versioni
- ASSa.1 - da 33,36 kN (7500 lbf) di spinta installato su un prototipo di Vickers Valiant (Type 667)[9]
- ASSa.3 - da 33,36 kN (7500 lbf) certificato nel novembre 1951[5]
- ASSa.5, 5R - da 41 kN di spinta con postbruciatore installato sull'English Electric P.1.A
- ASSa.6 - da 36,92 kN (8300 lbf) installato su Gloster Javelin F.Mk.1-6, FFA P-16, Hawker Hunter F.2, F.5[9]
- ASSa.7 Mk.200 - da 48,93 kN (11000 lbf) (60 kN con postbruciatore) installato su Gloster Javelin F.Mk.7 (con postbruciatore sugli F.Mk.8 e 9), FFA P-16, Handley Page Victor B.1, B.1A[9].

## Velivoli utilizzatori
Regno Unito
- Vickers Valiant
- English Electric P.1.A
- Gloster Javelin
- Handley Page Victor
- Hawker Hunter

 Svizzera
- FFA P-16

 Francia
- SNCASO SO-4050 Vautour